# Fosfatidilinositol

Estructura química del fosfatidilinositol 4,5-bifosfat

El fosfatidilinositol, fosfoinosítid, inositol fosfat (en anglès: Inositol phosphate), o simplement inosítid, és un fosfolípid que conté en la seva estructura un o més inositols modificats per addició d'un o més grups fosfat. Són importants en la biologia cel·lular donat que actuen com segons missatgers en la transducció de senyal de les cèl·lules. També tenen un paper crucial en diverses funcions cel·lulars, com les del creixement de la cèl·lula, l'apoptosi, la migració de la cèl·lula, l'endocitosi i la diferenciació cel·lular.
Aquest grup comprèn:
- inositol monofosfat (IP)
- inositol bifosfat (IP₂)
- inositol trifosfat (IP₃)
- inositol pentaquifosfat (IP₅)
- inositol hexafosfat (IP₆) també conegut com a àcid fític, o fitat (com a sal).

Els fosfoinosítids més importants són el del grup fosfatidilinositol bifosfat. Quan determinats lligands s'uneixen a receptors de la membrana, el fosfatidilinositol 4,5-bifosfat s'escindeix per una fosfatidasa en inositol 1,4,5-trifosfat que provoca l'alliberament de Ca2+, i 1,2-diacilglicerol que activa la proteïna-cinasa C.

## Història i Etimologia

### Història

#### Científics Pioners en l'Estudi del Fosfatidilinositol
El descobriment del fosfatidilinositol i la seva importància en la biologia cel·lular va ser el resultat de contribucions de diversos científics al llarg de diverses dècades. Encara que no va ser descobert d'una sola vegada.
- Edwin Chargaff (1905–2002): conegut per la seva contribució sobre l'ADN i per ser un dels pioners en la bioquímica dels lípids i l'anàlisi de fosfolípids en membranes cel·lulars durant la dècada de 1940. Els seus estudis van ser importants per a identificar i classificar diferents tipus de fosfolípids en teixits animals.

- Lowell Hokin i Martha Hokin: Aquests investigadors nord-americans també van ser pioners en la dècada de 1950. Van descobrir la "cascada de fosfoinosítidos", un procés que implica la ràpida fosforilació de fosfolípids en resposta a estímuls cel·lulars. Això va portar a la comprensió que el fosfatidilinositol pot canviar de manera ràpida i reversible en la cèl·lula, revelant el seu paper en la transmissió de senyals.[3]
- Michael Berridge: En la dècada de 1980, Berridge va descobrir que el fosfatidilinositol (4,5)-bisfosfat (PI(4, 5)P2), un derivat del fosfatidilinositol, podia ser hidrolitzat per l'enzim fosfolipasa C per a produir fosfatidilinositol (3, 4, 5)-trifosfat (PI(3, 4, 5)P3) i diacilglicerol (DAG), que actuen com a segons missatgers clau en la regulació del calci intracel·lular i l'activació de proteïnes.[4]
- Yusuf Hannun: Cal destacar el seu treball en el metabolisme dels lípids i el paper del fosfatidilinositol en la senyalització cel·lular ha estat fonamental per a entendre malalties com el càncer i la diabetis. Els seus estudis han ressaltat la importància del fosfatidilinositol en la regulació d'enzims i la resposta cel·lular a l'estrès.[5]
- Lewis Cantley: En la dècada de 1980, Cantley va ser molt important en el descobriment de la fosfoinosítid 3-cinasa (PI3K), un enzim que fosforila el fosfatidilinositol en la seva posició 3, generant derivats d'inositol com el PIP3, que són importants en el creixement cel·lular i la proliferació. La seva recerca ha ajudat a comprendre com la disfunció de la via de PI3K pot conduir a diverses malalties, incloent-hi el càncer.
- Alex Toker: Va contribuir a recerques sobre les rutes de senyalització del PI3K/AKT i com aquestes vies regulades per el fosfatidilinositol influeixen en el creixement cel·lular i la supervivència. El seu treball ha estat crucial per al desenvolupament de tractaments contra el càncer que inhibeixen la senyalització de PI3K.

Aquests científics han avançat el coneixement sobre el fosfatidilinositol en diferents àrees de la biomedicina, revelant com el seu metabolisme i els seus productes derivats influeixen en la salut cel·lular i en patologies humanes.

### Etimologia
La paraula "fosfatidilinositol" prové de la combinació de termes bioquímics i llatins que fan referència a la seva estructura química: Fosfat (del grec "phosphoros", que significa "portador de llum") es refereix al grup fosfato present en l'estructura. Inositol deriva del terme grec "inos", que significa "múscul" o "fibra", a causa de la seva abundància en teixits animals.
El nom reflecteix la seva estructura principal i destaca la importància del grup fosfat i l'inositol en la seva funció biològica.

## Evolució
Els inositols són molècules molt antigues, que probablement van aparèixer fa més de 2.000 milions d’anys en un avantpassat comú dels Arqueus i Eucariotes, cosa que significa que són importants des de fa molt de temps en l’evolució de la vida. Aquests compostos, però, són poc comuns en bacteris.
Un enzim anomenat L-mio-Inositol 1-fosfat sintasa (MIPS) és clau per a la producció d’inositol en molts organismes. Aquest enzim es troba en molts tipus d’éssers vius, com plantes, animals, fongs i algues, cosa que demostra la seva funció essencial i una divergència evolutiva primerenca.
En els eucariotes, els lípids d'inositol tenen una estructura diferent de la dels Arqueus, cosa que indica que els dos grups es van separar fa molt de temps. Els derivats fosforilats del fosfatidilinositol (PtdIns) es troben en tots els eucariotes, el que suggereix que un avantpassat comú ja els feia servir i han conservat la seva funció fins avui.

## Classificació
El fosfatidilinositol és un lípid dins de la categoria dels fosfolípids, i més específicament, dels glicerofosfolípids. Els glicerofosfolípids estan formats per dues cadenes d’àcids grassos unides a un glicerol, amb un grup fosforil que connecta amb un alcohol de baix pes molecular, fet que permet diferenciar-los en diverses categories. Segons el tipus d’alcohol unit al grup fosforil, els glicerofosfolípids es classifiquen en fosfatidilcolina, fosfatidiletanolamina, fosfatidilserina i fosfatidilinositol.
Les cadenes d’àcids grassos poden variar en longitud i grau de saturació segons la seva funció i origen. En general, la posició sn-1 del glicerol s'uneix a un àcid gras saturat, mentre que la posició sn-2 s'uneix a un àcid gras insaturat. En el cas del fosfatidilinositol, l’àcid gras de la posició sn-1 és àcid esteàric, mentre que el de la posició sn-2 és àcid araquidònic.
El fosfatidilinositol (PI) pot presentar-se en diferents formes, depenent de la quantitat i la posició dels grups fosfat units a l’anell d’inositol. Cada forma de fosfatidilinositol es denomina segons els carbonis de l’anell d’inositol als quals estan units els grups fosfat.
Aquesta fosforilació pot ocórrer en diverses combinacions com per exemple: si el grup fosfat s'uneix al carboni 3 de l’inositol, es coneix com a fosfatidilinositol 3-fosfat o PI(3)P, si s'uneixen als carbonis 4 i 5, el compost es denomina fosfatidilinositol 4,5-bifosfat, abreujat com PI(4,5)P2 i en el cas de tenir grups fosfat en les posicions 3, 4 i 5, el nom passa a ser fosfatidilinositol 3,4,5-trifosfat o PI(3,4,5)P3.
Els enzims que afegeixen grups fosfat a les diferents posicions de l’inositol són les cinases PI i PIP (fosfatidilinositol i fosfatidilinositol fosfat-cinases), que catalitzen la fosforilació en posicions específiques. D’altra banda, els enzims que eliminen aquests grups fosfat, coneguts com a fosfatases PIP.

## Estructura

La imatge mostra l’estructura del Fosfatidilinositol-4,5-bisfosfat. L’esquelet de glicerol es mostra en blau, amb dues cadenes d’àcids grassos. Els grups fosfat units a l’anell d’inositol estan marcats en vermell, mentre que l’anell d’inositol és de color negre. Les posicions de l’anell d’inositol estan numerades (1-6) per indicar els llocs potencials de fosforilació. En el cas del fosfatidilinositol-4,5-bisfosfat, les posicions 4 i 5 estan fosforilades.

El fosfatidilinositol és un glicerofosfolípid crucial en les membranes de les cèl·lules eucariotes. La seva estructura consisteix en un grup de mio-inositol unit a una columna vertebral de diacilglicerol mitjançant un enllaç fosfodièster. El grup de mio-inositol té cinc grups hidroxil. L'enllaç fosfodièster es connecta a l'anell d'inositol en la posició 1. Els grups hidroxil a les posicions 2-6 poden ser fosforilats. El grup diacilglicerol sol estar unit a dues cadenes d’àcids grassos de diferents llargades i enllaços instaurats. El fosfatidilinositol serveix com a precursor dels fosfoinosítids. Es formen per fosforilació en les posicions 3, 4 i/o 5 de l'anell d'inositol. Gràcies a la seva estructura, el fosfatidilinositol té un paper essencial en la senyalització cel·lular i la dinàmica de les membranes.

## Bioquímica
Els fosfatidilinositols amb sucres mio-inositol són els presents a la membrana plasmàtica de cèl·lules dels mamífers, però no és l'únic estereoisòmer de l'inositol que hi ha qui pot presentar fosfats afegits. Hi ha nou tipus de estereoisòmers de l'inositol. Són, a més del mio-, set que són d'origen natural (escil·lo-, muco-, epi-, neo-, al·lo-, D-(+)-quiro-, i L-(-)-quiro-inositols), i un artificial, que és el cis-inositol. Concretament, el més important dels fosfatidilinositols és el 1,2-diacil-sn-glicero-fosfo-D-myo-inositol (PI). Hi ha una regla mnemotècnica anomenada “la tortuga d’Agranoff” que il·lustra la seva forma molecular. Els fosfatidilinositols tenen alt contingut d'araquidonat (20:4 ω 6 cis) en la segona posició del glicerol, que és un precursor de prostanoides importants fisiològicament.
La composició química d'aquest fosfolípid depèn dels grups fosfats que s'hi hagin afegit i de les condicions en què es mesura, normalment, però, i en el seu estat sense grups fosfats, la seva fórmula química és {\displaystyle {\ce {C47H83O13P}}}, amb una massa molecular de {\displaystyle {\ce {863,1 g/mol}}}.
El fosfatidilinositol presenta naturalesa amfifílica, amb regions polars (inositol) i no polars (les dues cadenes d’àcids grassos). Es troba en estat sòlid en condicions fisiològiques, atès que és un component lipídic de les membranes cel·lulars.
Típicament, el PI presenta una càrrega negativa a pH fisiològic (7,35-7,40), per exemple, el fosfatidilinositol 3,4-bifosfat [PI(3,4)P2] té un pKa=6,96±0,04 per l'hidroxil que està en el fosfat en tercera posició i un pKa=6,58±0,04 pel que està en quarta posició.
Els fosfatidilinositols són insolubles en aigua a causa de la seva naturalesa lipídica, però solubles en dissolvents orgànics no polars, com el cloroform o el metanol. Tenen una temperatura de transició de fase, en la qual passen d'una fase gel (ordenada) a una fase líquida (desordenada), que generalment es troba en un rang de 40 a 60 °C, però es poden dissoldre a una dissolució de cloroform (50 mg/mL PI) pel seu emmagatzematge. En aquesta preparació, els PI (C45H78O13P, PM=881 g/mol) estan units unit a Na+ en comptes de l'H+ de l'hidroxil que està en l'enllaç fosfodièster que uneix l'inositol al glicerol. La seva temperatura de fusió en aquesta dissolució és -63,5°C, i la temperatura d'ebullició és 60,55°C, veiem que han disminuït considerablement les temperatures de canvi de fase.

## Síntesi

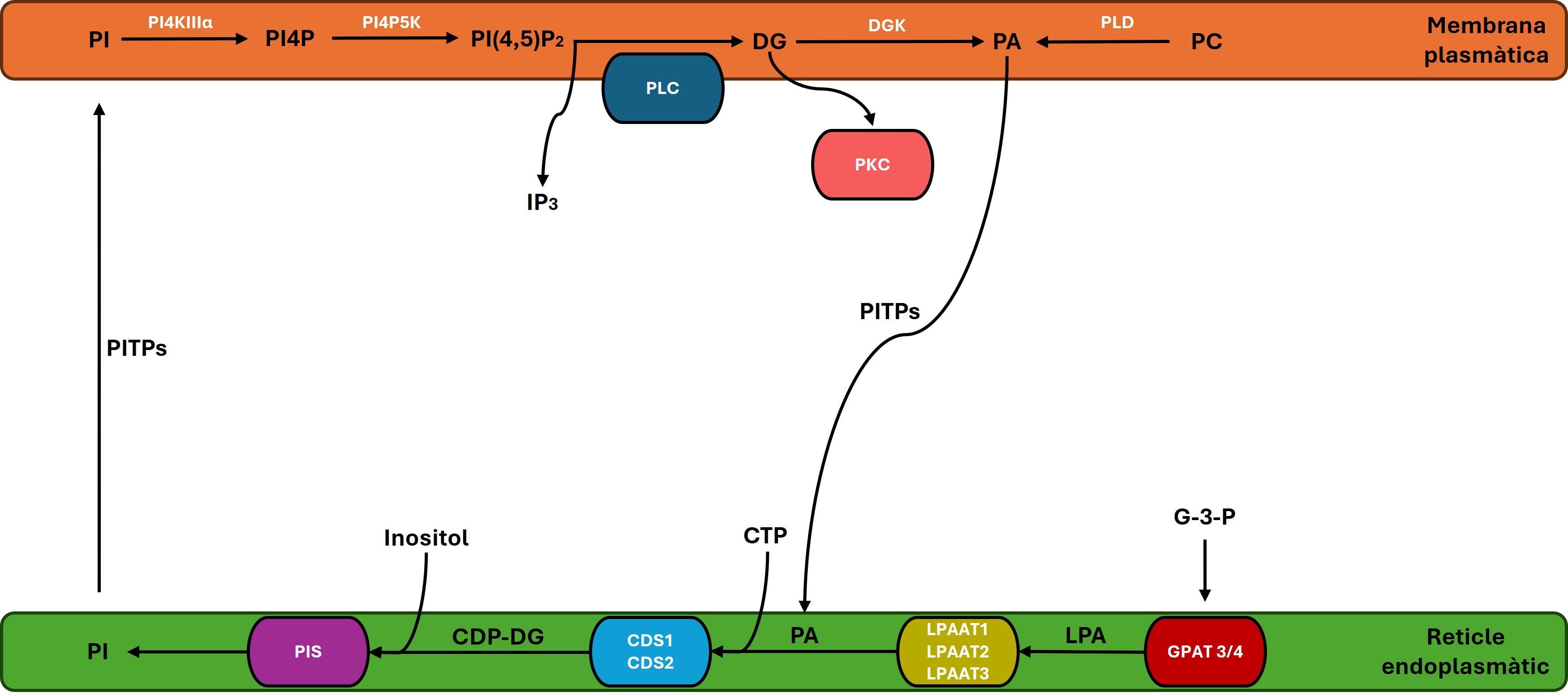
Biosíntesi del fosfatidilinositol: G-3-P - Glicerol-3-fosfat / GPAT 3/4 - Glicerol-3-fosfat Acil Transferasa (isoformes 3 i 4) / LPA - Àcid Lisofosfatídic / LPAAT - Lisofosfatidat Acil Transferasa / PA - Àcid fosfatídic / CTP - Citidina trifosfat / CDS - Sintasa de CDP-DG / CDP-DG - Citidina Difosfat-Diacilglicerol / PIS - Sintasa de Fosfatidilinositol / PI – Fosfatidilinositol / PITPs - Proteïnes de transferència de fosfatidilinositol / PI4KIIIα - Quinasa de Fosfatidilinositol 4 (tipus IIIα) / PI4P - Fosfatidilinositol 4-fosfat / PI4P5K - Quinasa de Fosfatidilinositol 4-fosfat 5 / PI(4,5)P2 - Fosfatidilinositol (4,5) bisfosfat / IP3 - Inositol (1,4,5) trifosfat / PLC - Fosfolipasa C / DG – Diacilglicerol / PKC - Proteïna Cinasa C / DGK - Quinasa de Diacilglicerol / PLD - Fosfolipasa D / PC - Fosfatidilcolina

La síntesi de novo del fosfatidilinositol (PI) comença al reticle endoplasmàtic amb el glicerol-3-fosfat (G-3-P), que és acilat per els enzims glicerol-3-fosfat acil transferasa 3 i 4 (GPAT 3/4) en la posició sn-1 (numeració estereoespecífica 1) formant àcid lisofosfatídic (LPA). Posteriorment, es fa una segona acilació a la posició sn-2 (numeració estereoespecífica 2) pels enzims lisofosfatidat acil transferasa 1, 2 i 3 (LPAAT 1/2/3), formant l'àcid fosfatídic (PA). El PA, en presència de citidina trifosfat (CTP), es converteix en citidina difosfat-diacilglicerol (CDP-DG) gràcies a l'acció dels enzims sintasa de citidina difosfat-diacilglicerol 1 i 2 (CDS1 i CDS2). En l'últim pas de la síntesi de novo, l'inositol s'uneix a la citidina difosfat-diacilglicerol (CDP-DG) per formar el PI, mitjançant l'enzim sintasa de fosfatidilinositol (PIS).
A més, la resíntesi de PI es pot produir a la membrana plasmàtica després de l'activació de la fosfolipasa C (PLC), que hidrolitza el fosfatidilinositol (4,5) bisfosfat (PI(4,5)P2) en els missatgers inositol [1,4,5] trifosfat (IP3) i diacilglicerol (DG). El DG es converteix en PA a la membrana plasmàtica gràcies a la quinasa de diacilglicerol (DGK), i el PA també pot ser generat directament a partir de la fosfatidilcolina (PC) mitjançant l'enzim fosfolipasa D (PLD).
Al reticle endoplasmàtic, el PA es resintetitza en PI mitjançant les mateixes enzims de la via de novo. Aquest PI es transfereix a la membrana plasmàtica, on es fosforila per convertir-se en PI(4,5)P2 gràcies als enzims quinasa de fosfatidilinositol 4 (tipus IIIα)  (PI4KIIIα) i  quinasa de fosfatidilinositol 4-fosfat 5 (PI4P5K). La transferència de PI i PA entre membranes es realitza per les proteïnes de transferència de fosfatidilinositol (PITPs).
La síntesi de fosfatidilinositols es realitza en diversos orgànuls dins d’una cèl·lula. Per estudiar com es distribueix aquesta síntesi entre els diferents orgànuls, s'analitzen les cèl·lules hepàtiques de la rata. En aquestes cèl·lules, s'observa que la major part de la síntesi d’aquests fosfolípids té lloc al reticle endoplasmàtic, en gairabé les mateixes proporcions en el rugós que en el llis. A l'aparell de Golgi, la síntesi de fosfatidilinositols representa un 44% respecte al reticle endoplasmàtic. Finalment, una petita proporció es sintetitza també en els mitocondris i la membrana plasmàtica, que junts aporten només un 6% de l’activitat respecte al reticle endoplasmàtic.

## Interaccions
Els fosfatidilinositols tenen moltes interaccions, com ara:
- A la polimeració d'actina intervenen els PIs, concretament els PI(4,5)P2. Dissocien la profilactina i polimeritzen l'actina en condicions adequades.[21]
- La proteïna-cinasa C (PKC) és un factor molt important per l'aparició de tumors. Els PI (PI(4,5)P2) s'activen mitjancant l'hidrolisi d'aquesta proteïna, i donen una molècula de diacilglicerol i reben un grup fosfat, donant PI(1,4,5)P3. Els PI(1,4,5)P3 també alliberen Ca2+ dels compartiments intracel·lulars.[22]
- Les acumulacions de fibres d'amiloide són característiques de la malaltia d'Alzheimer, entre d'altres. El component principal de les fibres són els pèptids β-amiloide (Aβ). Els mio-inositols poden promoure la formació de fibres, ja que són capaços de rebre i donar enllaços d'hidrogen (H-bonds). A la vegada, els PI també permeten que es formin agregats de proteïna TAU.[23]
- Els PI també es combinen amb dipalmitolifosfatidilcolina (DPPC), i quan la concentració de PI es baixa, juntament amb una força iònica més baixa, les monocapes cel·lulars estan mal estructurades.[24]

## Funcions

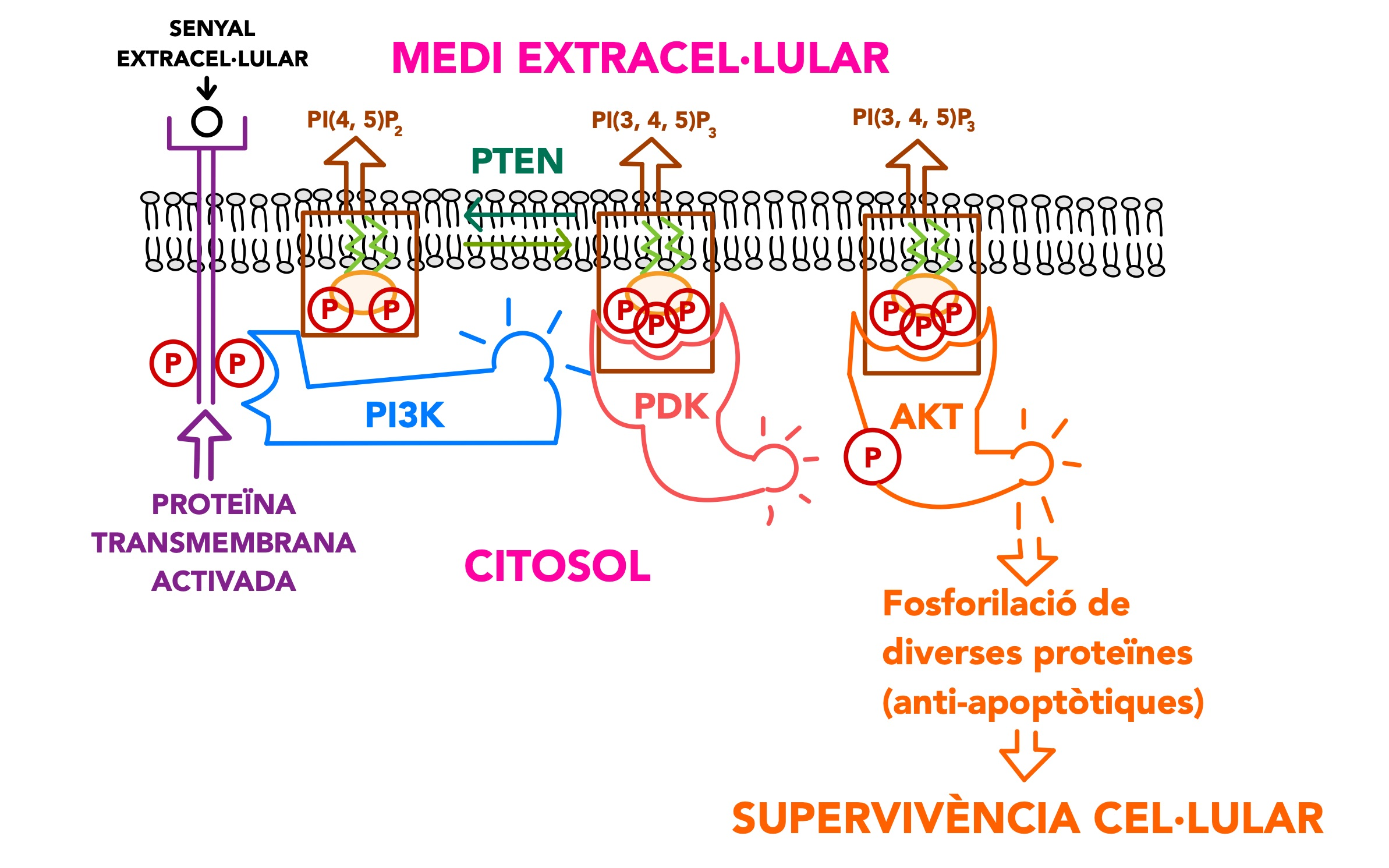
Els fosfatidilinositols són crucials perquè la cèl·lula no entri en apoptosi; quan una proteïna transmembrana (RTK o receptors tirosina cinasa) és activada per un senyal extracel·lular, com ara la insulina, activa la fosfoinosítid 3-cinasa (PI3K), que fosforila el PI(4, 5)P_{2} i el converteix en PI(3, 4, 5)P_{3}. El fosfatidilinositol (3, 4, 5)-trifosfat actua com a punt d'ancoratge per proteïnes específiques de senyalització intracel·lular, com és la PDK (proteïna-cinasa fosfoinosítid-dependent). Les PDK activen parcialment la proteïna Akt (proteïna-cinasa B), responsable de fosforilar proteïnes amb funció antiapoptòtica. El PTEN (homòleg de fosfatasa i tensina) desfosforila el tercer fosfat de PI(3, 4, 5)P_{3}, actuant com a un antagonista de la PI3K.

### Senyalització cel·lular
Els fosfats d'inositol formen part de la senyalització cel·lular, és a dir, del sistema de comunicació entre molècules, que coordina funcions vitals a dins de les cèl·lules.
L'inositol té la capacitat de millorar els nivells de glucosa en sang, especialment en persones amb risc de patir diabetis de tipus II. Les investigacions han demostrat que l'inositol no només té efectes beneficiosos en el sistema endocrí, especialment en millorar la sensibilitat a la insulina, sinó que també té un paper fonamental en altres processos cel·lulars. Per exemple, els lípids d'inositol i els seus derivats polifosfats participen en la resposta de la cèl·lula als canvis en l’energia disponible.
Entre altres funcions, els fosfats d'inositol regulen la senyalització de la insulina i coordinen dos sensors metabòlics clau, l'AMPK i l'mTOR, que detecten la quantitat de nutrients i energia que hi ha a la cèl·lula. Aquests sensors ajusten les respostes cel·lulars, com l'emmagatzematge d'energia o la producció de molècules, segons les necessitats energètiques, mantenint així l'equilibri metabòlic de l'organisme.

### Altres funcions del fosfatidilinositol

#### Estructura de la membrana
El fosfatidilinositol (PI) és un component integral de les membranes cel·lulars. Ajuda a mantenir la seva forma i funció. La seva estructura amfipàtica, amb una part hidròfila i una altra hidrofòbica, permet que formi bicapes i es relacioni amb altres components de la membrana. Això és important per mantenir la membrana íntegra i separar correctament les parts de la cèl·lula.

#### Trafic de membrana
El fosfatidilinositol (PI) i les seves formes fosforilades ajuden en la formació, el moviment i la fusió de vesícules. Per exemple, el fosfatidilinositol 3-fosfat (PI(3)P) és important per crear endosomes primerencs i autofagosomes. El fosfatidilinositol 4-fosfat (PI(4)P) ajuda en el tràfic del complex de Golgi cap a la membrana. El fosfatidilinositol 4,5-bisfosfat (PI(4,5)P2) està implicat en l'endocitosi i l'exocitosi.

#### Regulació dels canals iònics
El fosfatidilinositol 4,5-bisfosfat (PI(4,5)P2) modula l'activitat de canals iònics, com els de potassi (K+) i calci (Ca2+). Això afecta l'excitabilitat de les cèl·lules i la regulació d'ions, la qual cosa és especialment important en neurones i altres cèl·lules que necessiten respondre a estímuls.

#### Ancoratge de proteïnes
El fosfatidilinositol (PI) pot unir proteïnes a la part exterior de membrana de la cèl·lula mitjançant l'ancoratge glicofosfatidilinositol (GPI), important per a la localització i funció d'aquestes proteïnes.

#### Funcions nuclears
Alguns derivats de fosfatidilinositol (PI) es troben al nucli, on participen en canvis a la cromatina, la regulació de l'expressió gènica i en canvis a la membrana nuclear durant la divisió cel·lular.

## Abundància en cèl·lules
Els fosfolípids d’inositol constitueixen aproximadament un 8% del total de lípids presents en la majoria de cèl·lules de mamífers, sent el principal d’aquests el fosfatidilinositol. En canvi, els teixits vegetals mostren una proporció més elevada de fosfatidilinositol, amb el percentatge més alt registrat, un 48%, en les fulles d’una varietat d’alfals. Tanmateix, altres fulles i fruits presenten aproximadament un 20% d’aquest fosfolípid.

## Importancia clínica
Els fosfatidilinositols són clau en algunes malalties, per exemple, es pensa que el cicle dels PI i l'abundància dels mio-inositols estan involucrats en trastorns psiquiàtrics, com ara el trastorn depressiu major, el trastorn de pànic, el trastorn bipolar, la esquizofrènia, el trastorn de comportament alimentari i el trastorn obsessivocompulsiu.
També, en rates, s'ha demostrat experimentalment que la fosforilació del PI(3, 4, 5)P3 és requerida perquè es formi una hiperplàsia als cardiomiòcits. De fet, ja que els PI són crucials fer realitzar l'apoptosi, estan relacionats al càncer de mama, càncer colorectal, càncer d'ovari i de pròstata.
A més, s'ha relacionat amb la malaltia d'Alzheimer i de Parkinson; una baixa concentració de β-amiloide estimula les fosfolipases C específiques de fosfoinosítid (PI-PLC), en canvi, una concentració alta les va inhibir.